# The Sound in Your Mind
The Sound in Your Mind es el decimonoveno álbum de estudio del músico estadounidense Willie Nelson publicado por la compañía discográfica Columbia Records en febrero de 1976. Alcanzó el primer puesto en la lista estadounidense de álbumes country y el 48 en la lista general Billboard 200.

## Lista de canciones
Todas las canciones compuestas por Willie Nelson excepto donde se anota.
Cara A
1. "That Lucky Old Sun (Just Rolls Around Heaven All Day)" (Haven Gillespie, Beasley Smith) - 2:20
2. "If You've Got the Money I've Got the Time" (Lefty Frizzell, Jim Beck) - 2:05
3. "A Penny for Your Thoughts" (Jenny Lou Carson) - 3:22
4. "The Healing Hands of Time" - 3:58
5. "Thanks Again" - 2:14
6. "I'd Have to be Crazy" (Steven Fromholz) - 4:21

Cara B
1. "Amazing Grace" (Tradicional, arr. Nelson) - 5:41
2. "The Sound in Your Mind" - 3:27
3. "Medley" - 8:31
  - "Funny How Time Slips Away"
  - "Crazy"
  - "Night Life" (Paul Buskirk, Walt Breeland, Nelson)

## Personal
- Willie Nelson - voz, guitarra acústica
- Bobbie Nelson - piano
- Paul English - batería
- Rex Ludwick - batería
- Jody Payne - guitarra
- Bee Spears - bajo
- Mickey Raphael - armónica
- Steve Fromholz- coros "I'd Have to Be Crazy"
- Tom Morrell - pedal steel guitar en "That Lucky Old Sun"

## Posición en listas
| País           | Lista              | Posición |
| -------------- | ------------------ | -------- |
| Estados Unidos | Top Country Albums | 1        |
| Estados Unidos | Billboard 200      | 48       |